# Lissolongichneumon aculeatus
Lissolongichneumon aculeatus är en stekelart som beskrevs av Heinrich 1968. Lissolongichneumon aculeatus ingår i släktet Lissolongichneumon och familjen brokparasitsteklar. Inga underarter finns listade i Catalogue of Life.